# Andrea Zietzschmann

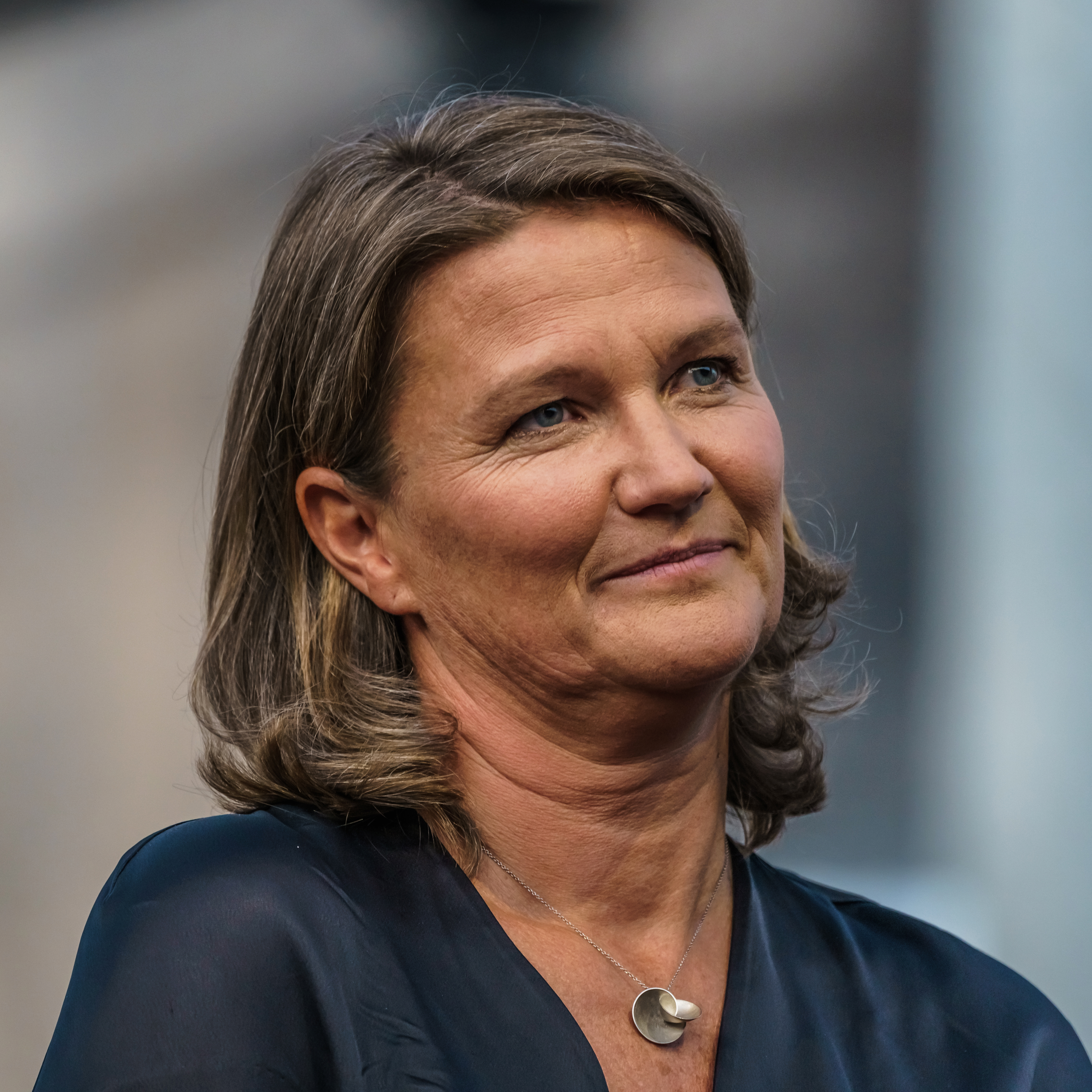
Andrea Zietzschmann bei einem Konzert der Berliner Philharmoniker am Brandenburger Tor
(24. August 2019)

Andrea Zietzschmann (* 1970 in Schwenningen am Neckar) ist eine deutsche Kulturmanagerin.

## Leben und Werdegang

### Familie
Zietzschmann kommt aus einem musikalischen Elternhaus und wurde protestantisch erzogen. Ihre Großmutter war Opernsängerin und ihr Vater – von Beruf Betriebswirt – ein guter Klavierspieler. Zietzschmann ist seit 2006 Mutter einer Tochter.

### Werdegang
Zietzschmann begann  mit acht Jahren, Geige zu erlernen. Nach ihrem Abitur am Thomas-Strittmatter-Gymnasium in St. Georgen im Schwarzwald studierte sie Musikwissenschaft, Betriebswirtschaft und Kunstgeschichte in Freiburg, Wien und Hamburg. Nach dem Abschluss Master of Arts arbeitete sie parallel zum Studium mit dem Gustav Mahler Jugendorchester, dem Westdeutschen Rundfunk, der Staatsoper Stuttgart und der Staatsoper Hamburg zusammen. Von 1997 bis 2003 leitete sie das Mahler Chamber Orchestra. Im Jahre 2003 wurde sie Orchesterleiterin beim Hessischen Rundfunk bis 2008. Anschließend war sie bis 2013 Musikleiterin beim Hessischen Rundfunk. Ab 2013 war sie bis 2017 Managerin der vier NDR-Orchester und der NDR-Konzertreihe. Seit dem 1. September 2017 ist sie die Intendantin der Stiftung Berliner Philharmoniker.